# Wapiti
Wapiti (Cervus canadensis) este a doua specie ca mărime din familia Cervidae, și unul dintre cele mai mari mamifere terestre din zona sa de origine, America de Nord și Asia Centrală și de Est. Denumirea wapiti („crupă albă”) provine de la indienii Shawnee.
Wapiti locuiește în păduri deschise și în habitatele de la marginea pădurilor, mâncând plante, frunze, crengi și scoarță. Are o înălțime de 1,4-2 metri la greabăn și o greutate de 240-450 de kilograme. Masculii sunt, de obicei, de aproximativ două ori mai grei decât femelele. Masculii Wapiti au coarne mari, care măsoară între 1 și 1,5 metri de la vârf la vârf, pe care le pierd în mod obișnuit în fiecare an, odată cu încălzirea vremii. Sunt cunoscuți pentru strigătele lor puternice în timpul sezonului de rut.
Mult timp s-a crezut că elanul aparține unei subspecii a cerbului roșu european (Cervus elaphus), însă numeroase studii genetice privind ADN-ul mitocondrial, începute în 1998, arată că cele două specii sunt distincte. Pata mai lată de pe crupă a wapiti și coarnele mai deschise la culoare sunt diferențe morfologice cheie care disting C. canadensis de C. elaphus. Deși în prezent este originar doar din America de Nord și Asia Centrală și de Est, wapiti a avut în trecut o distribuție mult mai largă; populațiile preistorice erau prezente în toată Eurasia și în Europa de Vest în timpul Pleistocenului târziu, supraviețuind până la începutul Holocenului în sudul Suediei și în Alpi. Subspecia nord-americană Cervus canadensis merriami, acum dispărută, se răspândea în sudul Mexicului. De asemenea, wapiti s-a adaptat cu succes în țări din afara arealului său natural în care a fost introdus, inclusiv în Argentina și Noua Zeelandă; adaptabilitatea animalului în aceste zone ar putea, de fapt, să fie atât de reușită încât să amenințe ecosistemele și speciile endemice sensibile pe care le întâlnește.

## Denumire și etimologie
Primii exploratori europeni din America de Nord, care nu erau familiarizați cu această specie, au confundat-o cu elanul, din cauza dimensiunilor mari, ceea ce a dus la o anumită confuzie cu denumirea acestei specii, deoarece nord-americanii încă o numesc nu numai wapiti, ci și elan.
Cuvântul „wapiti” provine din limba shawnee, din wa·piti, și înseamnă „crupă albă”, cu referire la culoarea zonei anale a acestor animale. Denumirea științifică Cervus canadensis provine din limba latină pentru cerbul canadian și se referă la locul în care au fost observate pentru prima dată de coloniștii europeni.

## Taxonomie
Membrii genului Cervus (și, prin urmare, rudele timpurii sau posibilii strămoși ai wapiti) apar pentru prima dată în registrul fosil în urmă cu 25 de milioane de ani, în timpul Oligocenului din Eurasia, dar nu apar în registrul fosil nord-american până la începutul Miocenului. Elanul irlandez dispărut (Megaloceros) nu era membru al genului Cervus, ci mai degrabă cel mai mare membru al familiei mai largi de cerbi (Cervidae) cunoscut din registrul fosil.
Până de curând, cerbul roșu și wapiti erau considerate o singură specie, Cervus elaphus, cu peste o duzină de subspecii. Dar studiile ADN mitocondrial efectuate în 2004 pe sute de probe de la subspecii de cerb roșu și wapiti și de la alte specii din familia Cervus, indică cu tărie că wapiti ar trebui să fie o specie distinctă, și anume Cervus canadensis. Dovezile ADN validează faptul că wapiti este mai strâns înrudit cu cerbul lui Thorold și chiar cu cerbul pătat decât cu cerbul roșu.
Wapiti și cerbul roșu produc pui fertili în captivitate, iar cele două specii s-au împerecheat liber în Parcul Național Fiordland din Noua Zeelandă. Principalele diferențe morfologice care disting C. canadensis de C. elaphus sunt pata mai lată de pe spate a primului și coarnele cu nuanțe mai deschise.

## Caracteristici

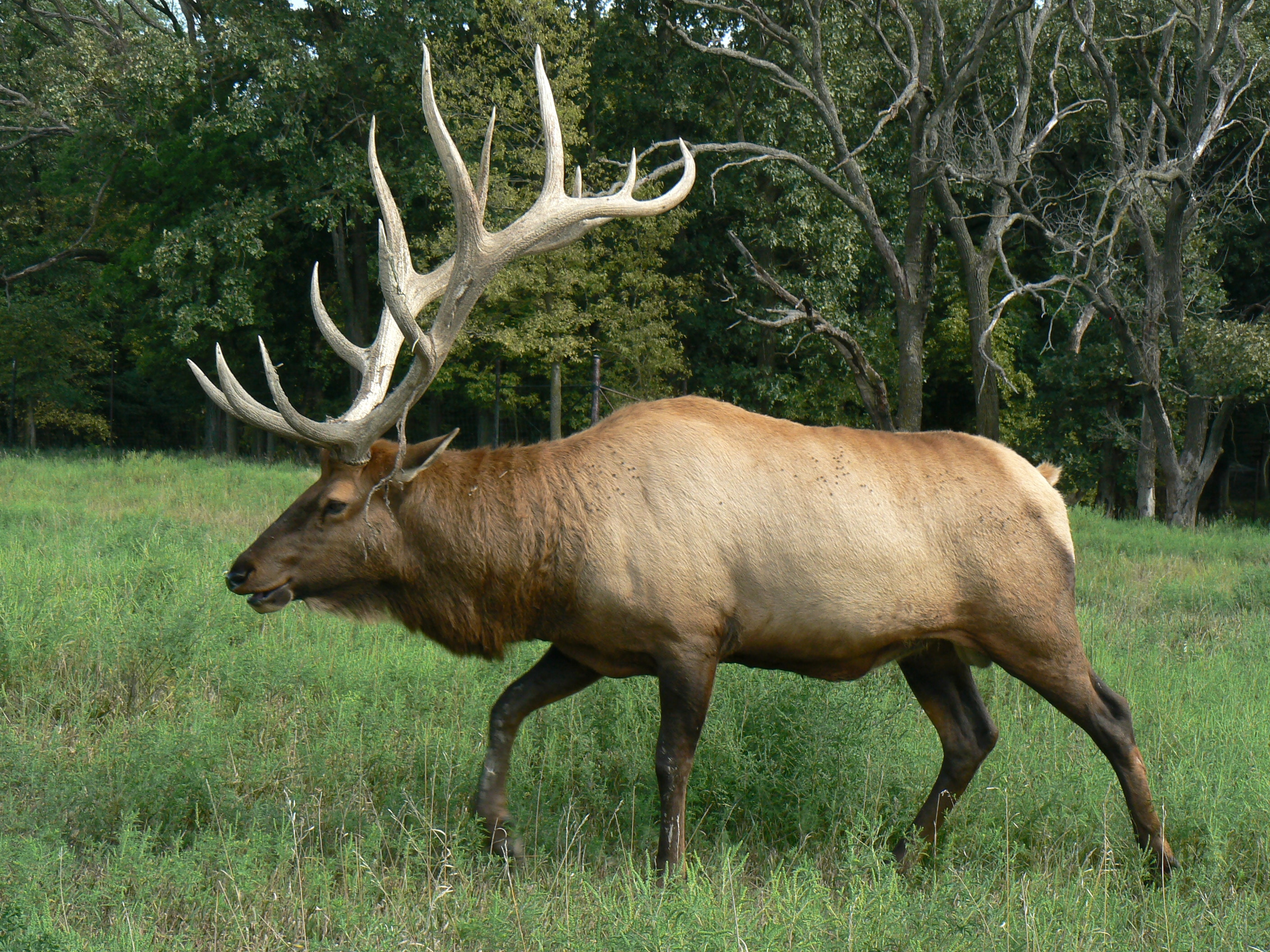
Cervus canadensis

Wapiti are un corp gros, cu picioare subțiri și coadă scurtă. Are o înălțime la greabăn de 1-2 metri și o lungime de la nas la coadă de 1,6-2,7 metri. Masculii sunt mai mari și cântăresc 178-497 kg, în timp ce femelele cântăresc 171-292 kg. Cea mai mare dintre subspecii este wapiti Roosevelt (C. c. roosevelti), care se găsește la vest de Munții Cascadelor în statele americane California, Oregon și Washington și în provincia canadiană British Columbia. Wapiti Roosevelt a fost introdus în Alaska, unde se estimează că cei mai mari masculi cântăresc până la 600 kg. În mod obișnuit, masculii de wapiti Roosevelt cântăresc între 318 și 499 kg, în timp ce femelele cântăresc între 261 și 283 kg. Wapiti este a doua specie de cerb existentă ca mărime, după elan.
Coarnele sunt făcute din os, care poate crește cu 2,5 centimetri pe zi. În timp ce cresc în mod activ, un strat moale de piele puternic vascularizată, cunoscut sub numele de catifea, le acoperă și le protejează. Acesta se desprinde în timpul verii, când coarnele s-au dezvoltat complet. Wapiti siberian și cel nord-american poartă cele mai mari coarne, în timp ce wapiti-ul din Altai le are pe cele mai mici. Coarnele de wapiti Roosevelt pot cântări 18 kg. Formarea și menținerea coarnelor sunt determinate de testosteron. La sfârșitul iernii și începutul primăverii, nivelul de testosteron scade, ceea ce determină pierderea coarnelor.
În timpul toamnei, cerbilor le crește o haină mai groasă de păr, care îi ajută să se izoleze în timpul iernii. Atât masculii, cât și femelelor de cerb nord-american au o coamă subțire la gât; femelele din alte subspecii pot să nu o aibă. La începutul verii, haina grea de iarnă năpârlește. Se știe că cerbii se freacă de copaci și de alte obiecte pentru a ajuta la îndepărtarea părului de pe corp. Toți wapiti au pete mici și clar definite la nivelul crupei și cozi scurte. Au o colorare diferită în funcție de anotimpuri și de tipurile de habitate, cu o colorație gri sau mai deschisă predominantă iarna și o haină mai roșiatică și mai închisă vara. 
Subspeciile care trăiesc în climatele aride tind să aibă o blană mai deschisă la culoare decât cele care trăiesc în păduri. Majoritatea au o blană mai deschisă, de culoare galben-maronie până la maro-portocalie, în contrast cu părul maro închis de pe cap, gât și picioare în timpul verii. Wapitii Manchurian și Alashan adaptați la pădure au o blană roșie sau brun-roșiatică, cu un contrast mai mic între haina de pe corp și restul corpului în timpul lunilor de vară. Vițeii se nasc cu pete, așa cum se întâmplă în cazul multor specii de cerbi, și le pierd până la sfârșitul verii. Wapiti manciurieni adulți pot păstra câteva pete portocalii pe spatele blanei de vară până la bătrânețe. Această caracteristică a fost observată și la cerbul roșu european adaptat la pădure.

## Comportament

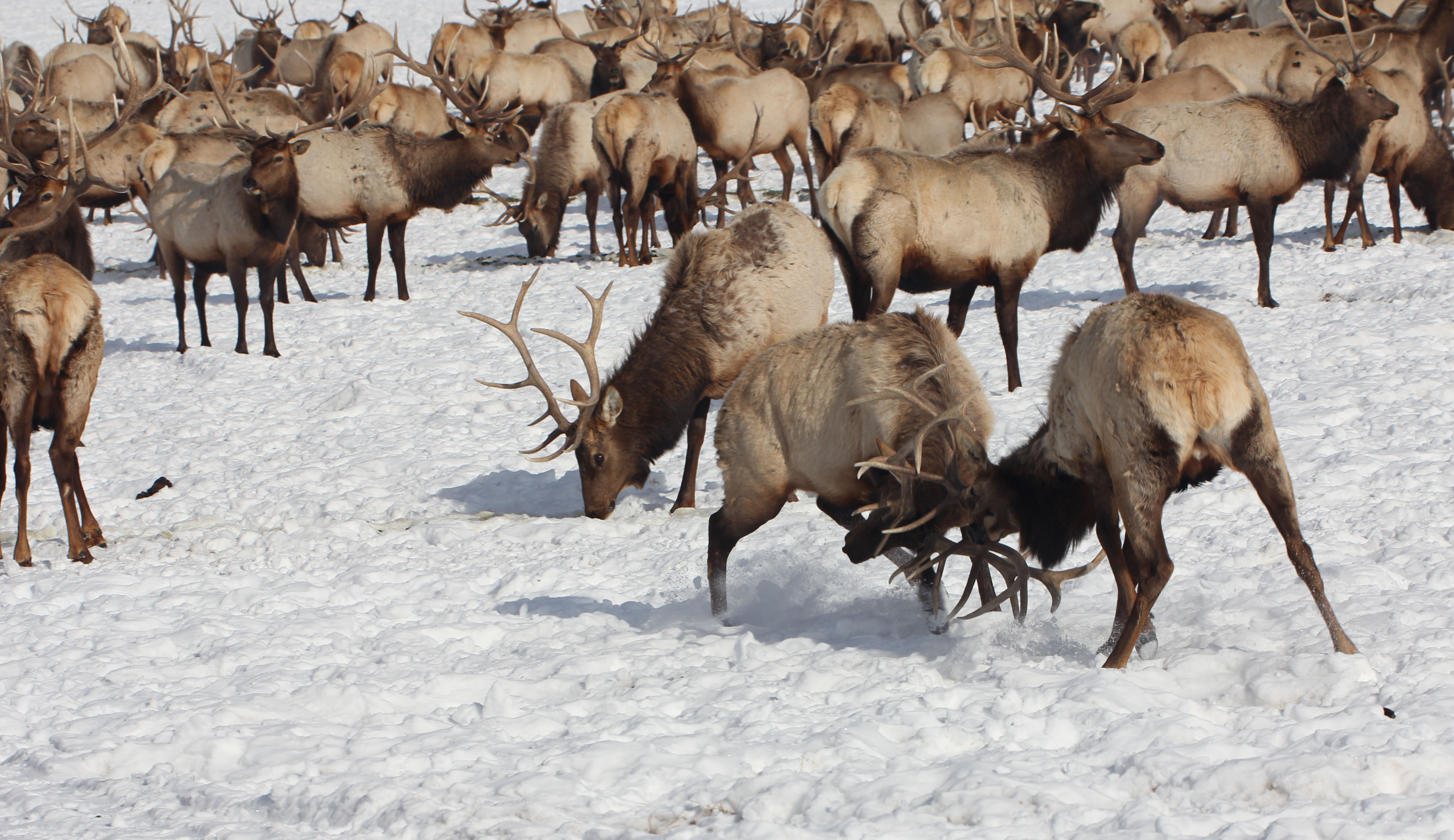
Masculi wapiti luptându-se

Wapiti este unul dintre cele mai gregare specii de cerbi. În timpul verii, mărimea grupului poate ajunge la 400 de indivizi. În cea mai mare parte a anului, masculii și femelele adulte sunt segregate în turme diferite. Turmele de femele sunt mai mari, în timp ce masculii formează grupuri mici și pot chiar călători singuri. Masculii tineri se pot asocia cu cei mai bătrâni sau cu grupuri de femele. Turmele de masculi și femele se reunesc în timpul sezonului de împerechere, care poate începe la sfârșitul lunii august. Masculii încearcă să intimideze rivalii prin vocalize puternice și prin afișarea coarnelor. Dacă niciunul dintre masculi nu dă înapoi, se angajează în lupte cu coarnele, suferind uneori răni grave.

Masculii au o vocalizare puternică, ascuțită, care se face auzită pe distanțe mari. Acest lucru se realizează prin suflarea aerului din glotă prin cavitățile nazale. Cerbul poate produce sunete mai grave (150 Hz) cu ajutorul laringelui. Femelele   produc un sunet de alarmă pentru a-i alerta pe ceilalți membri ai turmei de pericol, în timp ce puii produc un țipăt ascuțit atunci când sunt atacați.

### Reproducerea și ciclul de viață

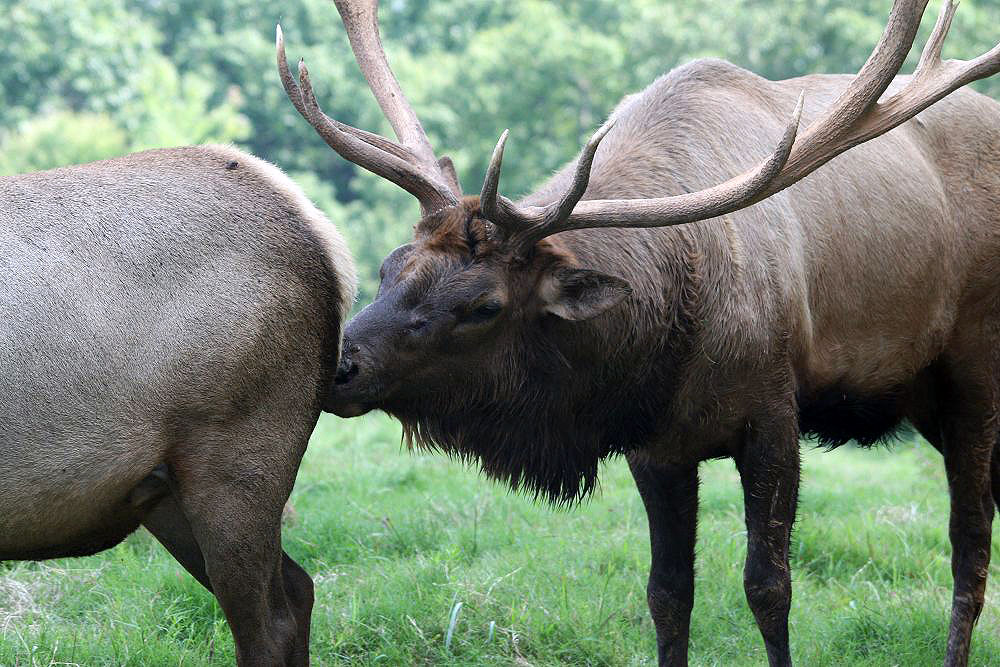
Mascul wapiti care inspectează o femelă

Femelele wapiti au un ciclu de estru scurt, de numai o zi sau două, iar împerecherile implică de obicei o duzină sau mai multe încercări. Până în toamna celui de-al doilea an, femelele pot avea unul și, foarte rar, doi pui. Reproducerea este mai frecventă atunci când femelele cântăresc cel puțin 200 de kilograme. Masculii dominanți urmăresc grupurile de femele în timpul rutului, din august până la începutul iernii. Un mascul își va apăra haremul de 20 de femele sau mai multe de concurenți și de prădători. Masculii sapă gropi în pământ în care urinează și își rostogolesc corpul. Uretra masculului wapiti este îndreptată în sus, astfel încât urina este pulverizată aproape în unghi drept față de penis. Urina se impregnează în părul lor și le dă un miros distinct care atrage femelele.

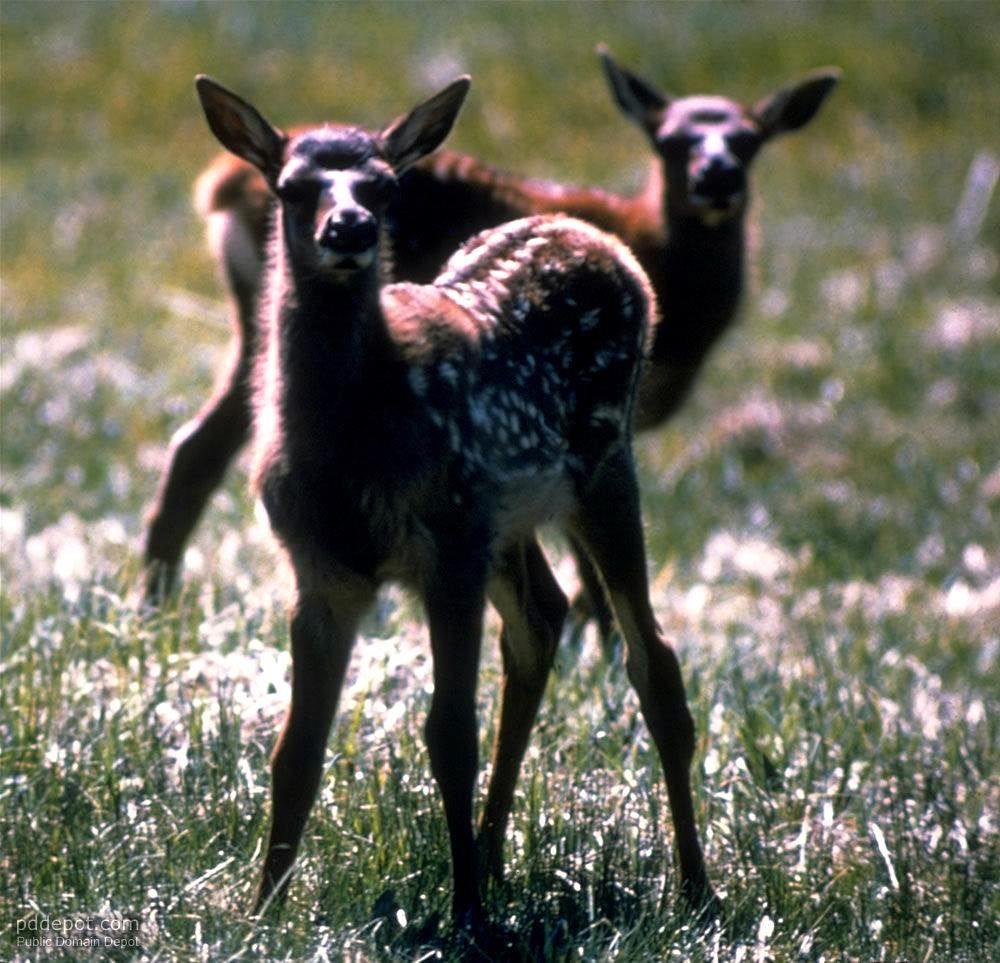
Pui de wapiti

Un mascul interacționează cu femelele din haremul său în două moduri: în turmă și la curtare. Atunci când o femelă se îndepărtează prea mult de zona haremului, masculul o ia înainte, îi blochează calea și o împinge agresiv înapoi în harem. Comportamentul de turmă este însoțit de un gât întins și coborât și de coarnele lăsate pe spate. Un mascul poate deveni violent și poate lovi femela cu coarnele. În timpul curtării, masculul este mai pașnic și se apropie de ea cu capul și coarnele ridicate. Masculul își semnalează intenția de a testa receptivitatea sexuală a femelei dând din limbă. Dacă nu este pregătită, femela își va coborî capul și se va zvârcoli dintr-o parte în alta în timp ce își deschide și închide gura. Masculul se va opri pentru a nu o speria. În caz contrar, masculul va linge femela și apoi se va împerechea.
Masculii mai tineri și mai puțin dominanți vor hărțui femelele nesupravegheate. Acești masculi sunt nerăbdători, nu vor efectua niciun ritual de curtare și vor continua să urmărească o femelă chiar și atunci când aceasta îi face semn să se oprească. Ca atare, au mai puțin succes în ceea ce privește reproducerea, iar o femelă poate rămâne aproape de masculul dominant pentru a evita hărțuirea. Aceștia sunt intoleranți față de masculii tineri și îi vor alunga din haremurile lor.
Perioada de gestație este de opt până la nouă luni, iar puii cântăresc în jur de 16 kilograme. Când femelele sunt aproape de a făta, ele tind să se izoleze de turma principală și vor rămâne izolate până când puiul este suficient de mare pentru a scăpa de prădători.  Puii se nasc pătați, așa cum se întâmplă la multe specii de cerbi, și își pierd petele până la sfârșitul verii. După două săptămâni, puii sunt capabili să se alăture turmei și sunt înțărcați complet la vârsta de două luni. Puii de wapiti la vârsta de șase luni sunt la fel de mari ca un cerb cu coadă albă adult. Wapiti își va părăsi arealul natal înainte de împlinirea vârstei de trei ani. Masculii se dispersează mai des decât femelele, deoarece femelele adulte sunt mai tolerante față de puii femelelor din anii precedenți. Cerbul trăiește 20 de ani sau mai mult în captivitate, dar în medie între 10 și 13 ani în sălbăticie. La unele subspecii care suferă mai puțin de prădători, ei pot trăi în medie 15 ani în sălbăticie.

### Hrană

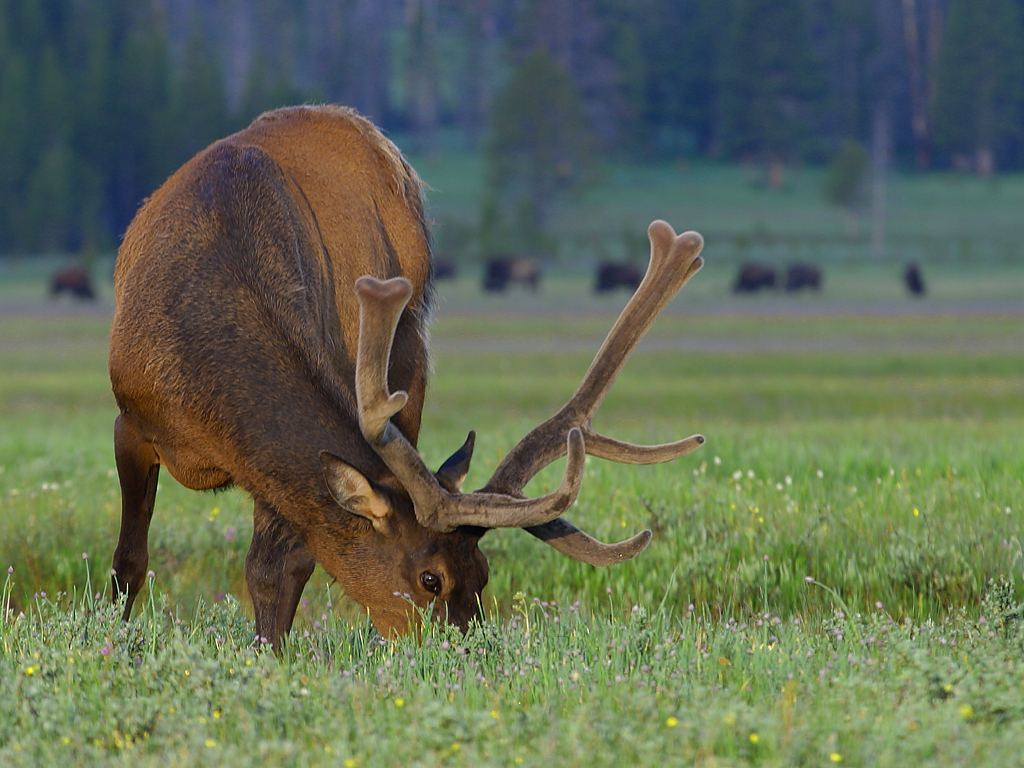
Wapiti sunt rumegătoare și, prin urmare, au un stomac compus din patru compartimente

Wapiti sunt rumegătoare și, prin urmare, au un stomac compus din patru compartimente. Spre deosebire de cerbii cu coadă albă și de elan, care se hrănesc în principal cu frunze, crengi de copaci și arbuști, wapiti se aseamănă cu bovinele, deoarece este un animal care paște, dar, la fel ca și alte căprioare, se hrănește și cu frunze și crengi. Wapiti au tendința de a se hrăni în cea mai mare parte dimineața și seara, căutând zone adăpostite între mese pentru a digera. Regimul lor alimentar variază oarecum în funcție de anotimp, iarba nativă fiind un supliment pe tot parcursul anului; iarna consumă scoarță de copac, iar vara ierburi și muguri de copac. Consumă în medie 9,1 kilograme de vegetație pe zi.  Din cauza preferinței sale pentru mugurii de plop, populația de plop a început să scadă în unele părți ale arealului său de răspândire.
Cercetările efectuate în ecosistemul Yellowstone au descoperit că hrănirea suplimentară cu granule concentrate de lucernă duce la modificări semnificative în microbiomul cerbilor. Microbiomul intestinal al cerbilor este caracterizat în mod obișnuit de o comunitate diversă de bacterii specializate în descompunerea fibrelor vegetale complexe și a celulozei, în timp ce microbiomul intestinal hrănit suplimentar poate avea mai puține bacterii care digeră fibre. Prin urmare, tranziția de la furajarea naturală la pelete concentrate de lucernă poate provoca schimbări în microbiomul intestinal care ar putea afecta capacitatea cerbului de a-și digera eficient dieta naturală sau ar putea duce la dezechilibre care să afecteze sănătatea generală.

### Prădători și tactici defensive

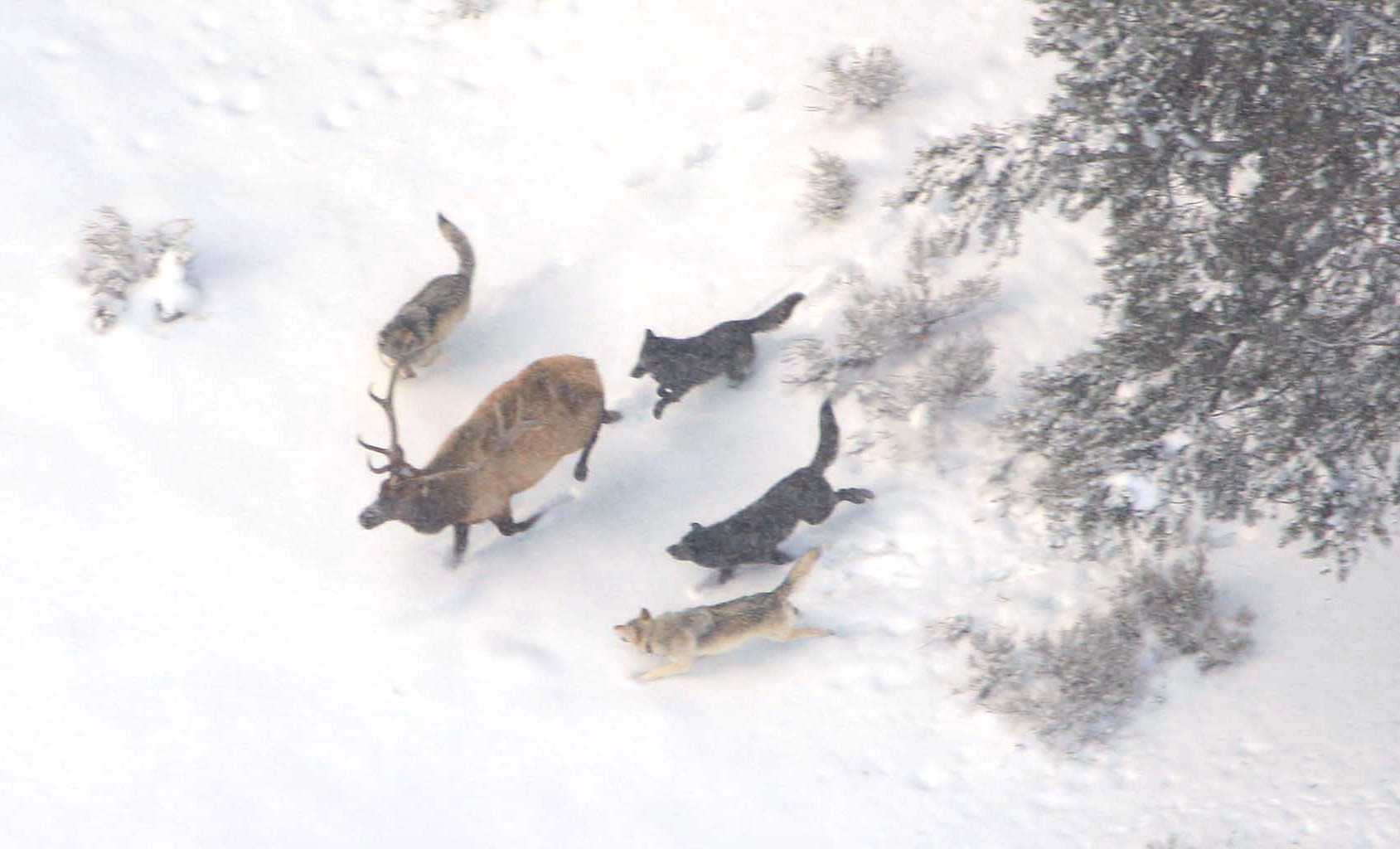
Un wapiti singuratic este mai vulnerabil la atacul lupilor decât un Wapiti aflat într-o turmă.

Printre prădătorii wapiti se numără lupii, coioții, urșii bruni și negri, pumele și tigrii siberieni. Haitele de coioți se hrănesc mai ales cu pui de wapiti, deși uneori pot vâna și un adult slăbit de iarnă sau de boli. În ecosistemul Yellowstone, care include Parcul Național Yellowstone, urșii sunt cei mai importanți prădători ai puilor, în timp ce nu s-a înregistrat niciodată cazuri de ucidere a unor wapiti sănătoși de către urși, iar astfel de întâlniri pot fi fatale pentru urși. Uciderea femelelor în floarea vârstei este mai probabil să afecteze creșterea populației decât uciderea masculilor sau a puilor.
Cerbul poate evita prădătorii trecând de la pășunat la frunze și crenguțe. Pășunatul pune un cerb în situația compromițătoare de a se afla într-o zonă deschisă, cu capul plecat, ceea ce îl împiedică să vadă ce se întâmplă în zona înconjurătoare. De asemenea, faptul de a trăi în grupuri reduce riscul ca un individ să cadă pradă. Masculii mari sunt mai puțin vulnerabili și își pot permite să rătăcească singuri, în timp ce femelele stau în grupuri mai mari pentru a-și proteja puii.
Cerbii sunt mai vulnerabili la prădarea de către lupi la sfârșitul iernii, după ce au fost slăbiți de luni de zile în care au alergat după femele și s-au luptat. La sfârșitul sezonului de reproducere, femelele se adună în turme de peste 50 de exemplare. Tinerii viței sunt chemați de mamele lor pentru a nu se împrăștia. Dacă turma este mare, strigătele constante de chemare pot fi auzite pe parcursul celei mai mari părți a zilei. Când se apropie prădătorii, femelele cele mai mari se întorc cu fața la inamic și atacă cu picioarele din față. Pentru a respinge prădătorii mai mici, este suficient să scoată sunete din gât. Masculii care și-au pierdut recent coarnele sunt mai predispuși să fie prădați.

### Paraziți și boli

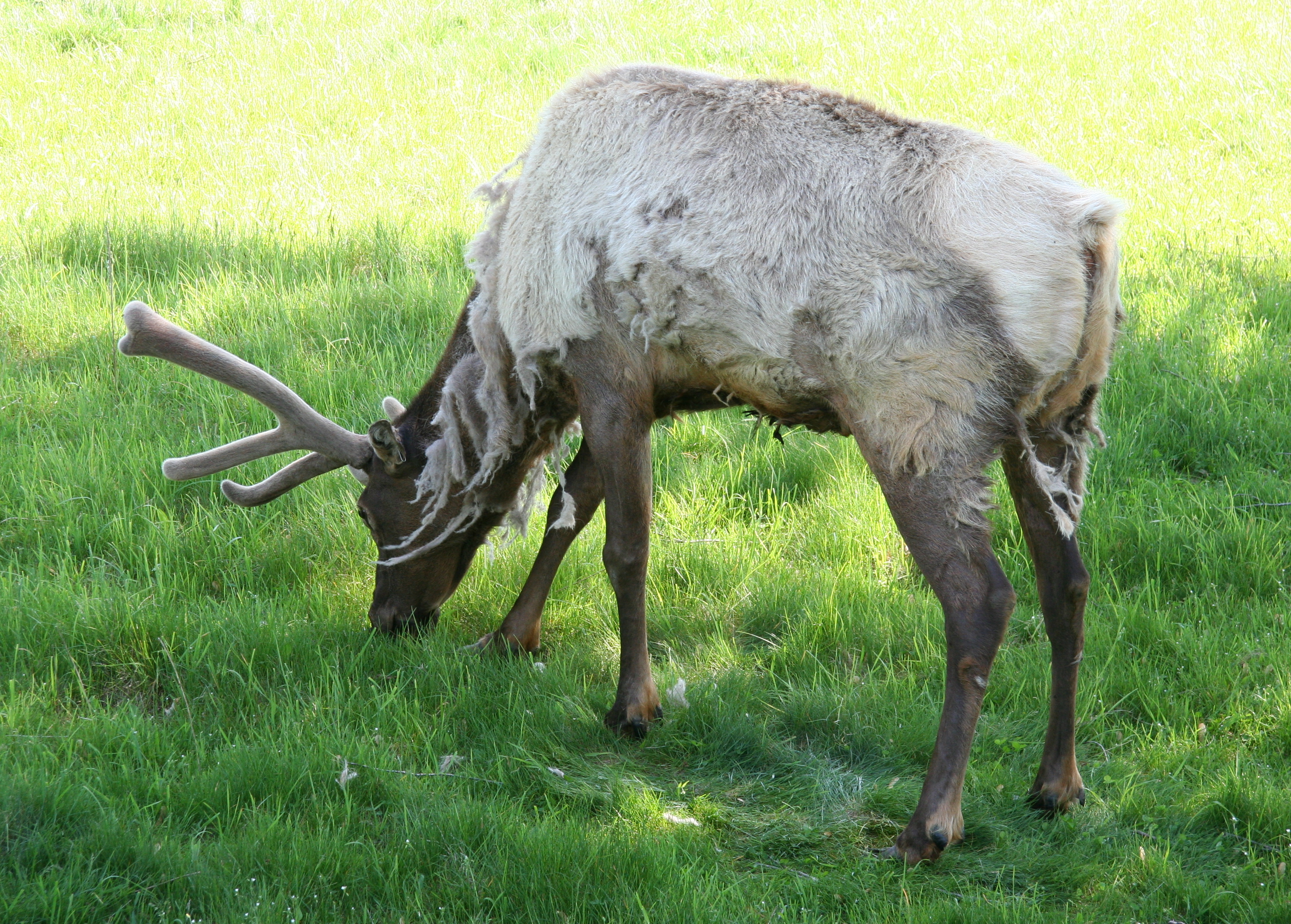
Un wapiti mascul primăvara, fără haina de iarnă și cu coarnele catifelate.

La wapiti au fost identificate cel puțin 53 de specii de protiste și animale parazite. Majoritatea acestor paraziți rareori duc la o mortalitate semnificativă în rândul cerbilor sălbatici sau captivi. Parelaphostrongylus tenuis (viermele creierului sau viermele meningeal) este un nematod parazit cunoscut pentru faptul că afectează măduva spinării și țesutul cerebral al cerbului și al altor specii, ducând la moarte. Melcii, gazdele intermediare, pot fi consumați din greșeală de cerbi în timpul pășunatului. Fascioloides magna și nematodul Dictyocaulus viviparus sunt, de asemenea, paraziți frecvent întâlniți care pot fi fatali pentru cerbi.
Boala cronică, transmisă de o proteină prost pliată, cunoscută sub numele de prion, afectează țesutul cerebral al cerbului și a fost detectată în toată zona de răspândire a acestuia în America de Nord. Documentată pentru prima dată la sfârșitul anilor 1960, boala a afectat cerbii din fermele de vânătoare și din mediul sălbatic din mai multe regiuni. Wapiti care au contractat boala încep să prezinte pierderi în greutate, modificări de comportament, nevoi sporite de adăpare, salivare și urinare excesive și dificultăți de înghițire, iar într-un stadiu avansat, boala duce la moarte. Nu au fost documentate riscuri pentru oameni și nici nu s-a demonstrat că boala reprezintă o amenințare pentru bovinele domestice. În 2002, Coreea de Sud a interzis importul de catifea de coarne de elan din cauza preocupărilor legate de această boală.
Un studiu recent de necropsie a wapiti captivi din Pennsylvania a atribuit cauza morții în 33 din 65 de cazuri fie paraziților gastrointestinali (21 de cazuri, în principal Eimeria sp. și Ostertagia sp.), fie infecțiilor bacteriene (12 cazuri, majoritatea pneumonie).
Boala copitelor la wapiti a fost observată pentru prima dată în statul Washington la sfârșitul anilor 1990 în bazinul râului Cowlitz, cu rapoarte sporadice de copite deformate. De atunci, boala s-a răspândit rapid, fiind observate din ce în ce mai multe cazuri în sud-vestul statului Washington și în Oregon. Boala se caracterizează prin copite deformate, rupte sau lipsă și duce la șchiopături grave la cerbi. Cauza primară nu este cunoscută, dar este asociată cu bacteria treponeme, care este cunoscută ca fiind cauza bolii lui Mortellaro (sau dermatită digitită) la animalele comerciale. De asemenea, nu se cunoaște modul de transmitere, dar se pare că este foarte contagioasă în rândul wapiti. Departamentele guvernamentale întreprind studii pentru a determina cum să stopeze sau să elimine boala.

## Referințe culturale

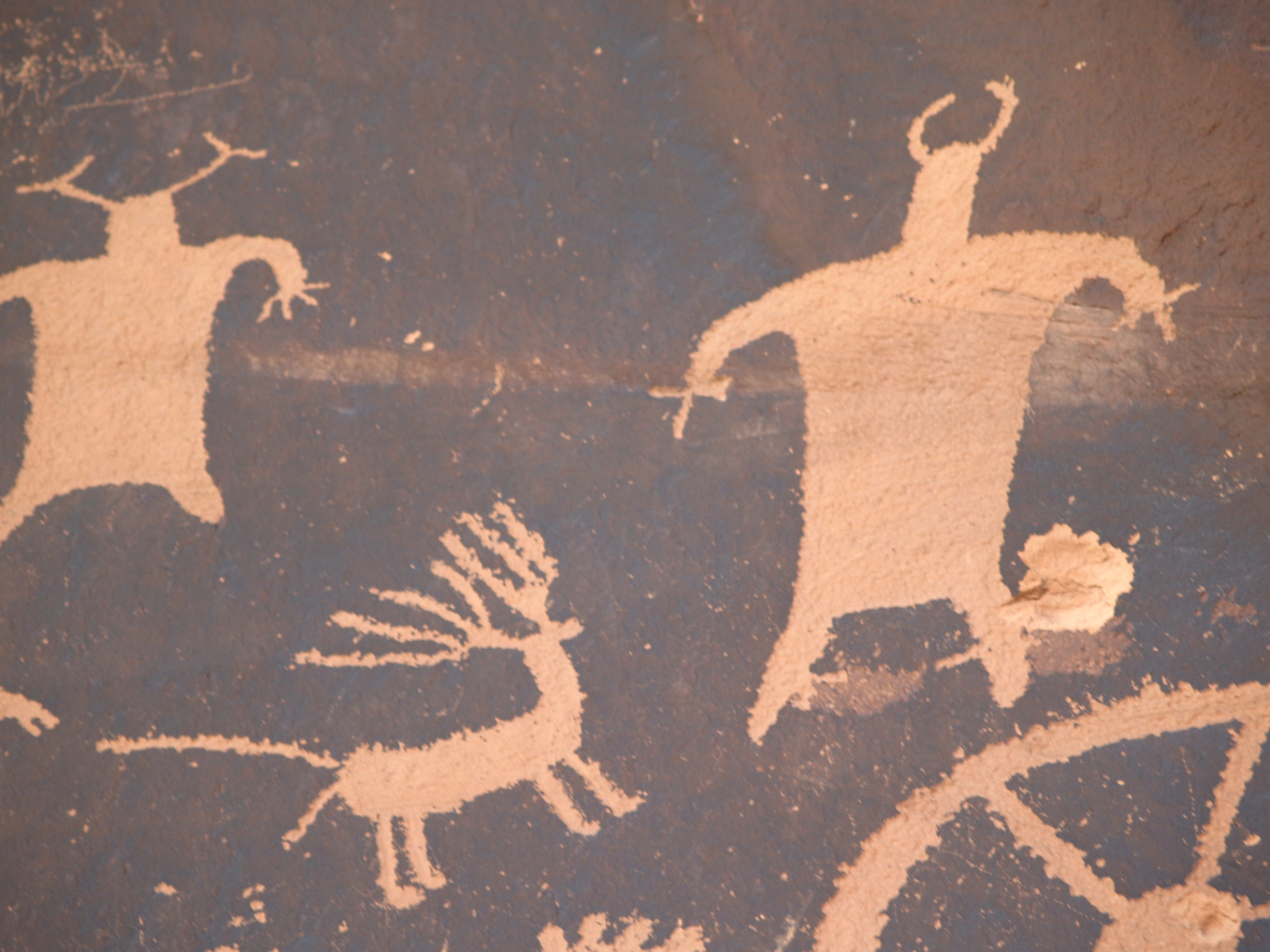
Un wapiti în care s-a tras cu sulița, petroglifele de la Newspaper Rock, în Utah.

## Importanța economică

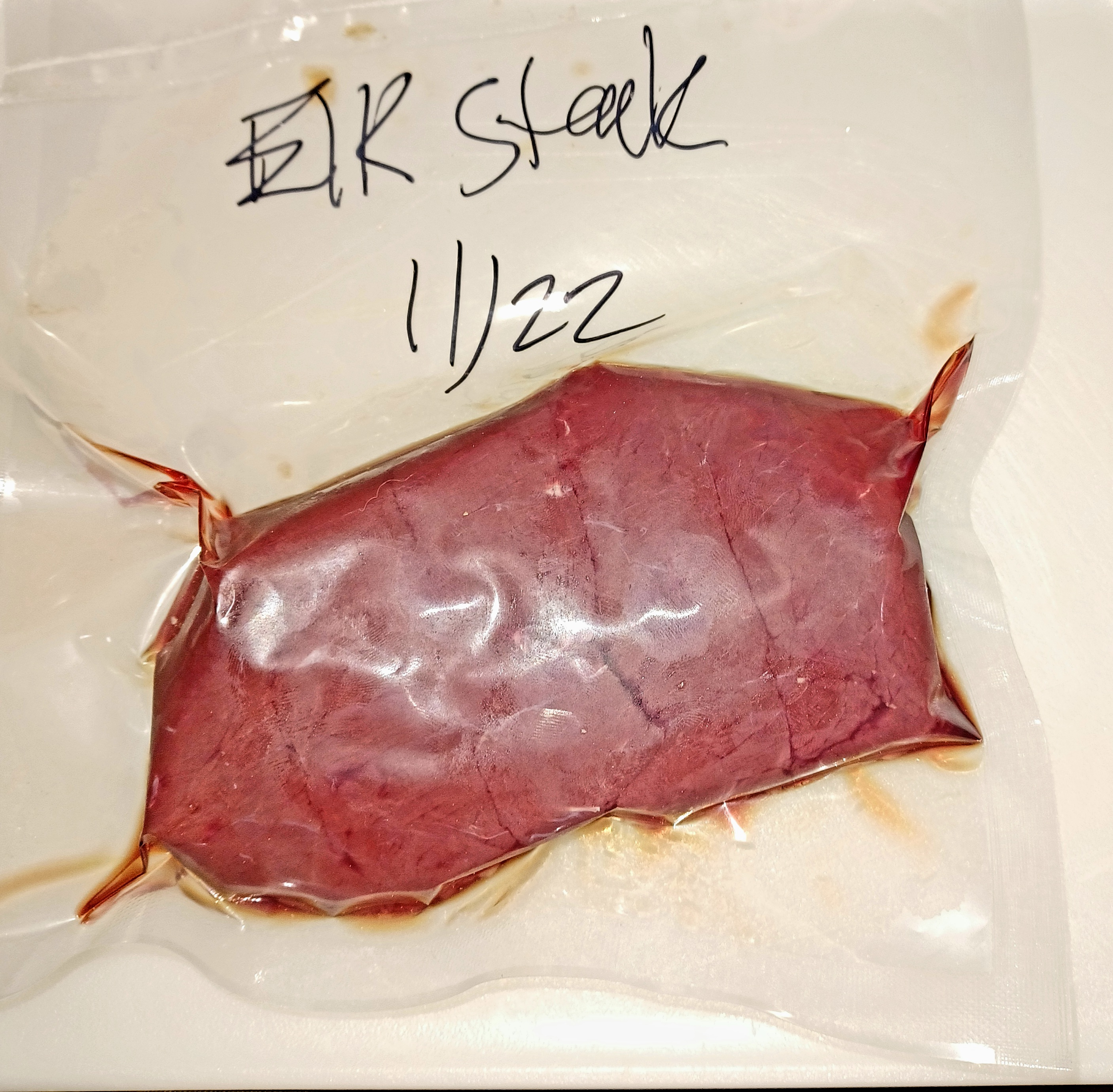
O bucată de carne de wapiti, care arată conținutul scăzut de grăsime